# Communauté urbaine
Pour un article plus général, voir Établissement public de coopération intercommunale.
Une communauté urbaine est un établissement public de coopération intercommunale (EPCI) français à fiscalité propre, qui prévoit une importante intégration des communes membres, bien davantage que les communautés de communes ou les communautés d'agglomération.
Les communautés urbaines étaient, jusqu'à la loi no 2010-1563 du 16 décembre 2010 de réforme des collectivités territoriales, la forme la plus intégrée des intercommunalités françaises. Ce n'est plus le cas avec la création, par cette loi, des métropoles, qui reçoivent des compétences déléguées par les communes, mais également par le ou les départements et régions où elles sont situées.
L'article 68 de la loi de modernisation de l’action publique territoriale et d’affirmation des métropoles du 27 janvier 2014, dite « loi MAPAM » ou « loi MAPTAM », abaisse le seuil démographique de création des communautés urbaines de 450 000 à 250 000 habitants.

## Histoire
Les premières communautés urbaines ont été créées par la loi no 66-1069 du 31 décembre 1966, pour plusieurs villes (Bordeaux, Lille, Lyon et Strasbourg). À l'époque, l'objectif était de remédier au décalage entre les structures administratives existantes et la réalité géographique de ces agglomérations. Ces premières communautés ont été imposées.
Dunkerque a ensuite innové : en effet, la communauté urbaine de Dunkerque est créée en 1968, sur le modèle lillois, à l'initiative des élus. Ont suivi d'autres créations avec, en 1970, la communauté urbaine Creusot Montceau et la communauté urbaine de Cherbourg, puis celle du Mans en 1972 et celle de Brest en 1973.
La loi no 95-1350 du 30 décembre 1995 a permis de transformer les districts urbains en communautés urbaines, ce qui a été le cas de la communauté urbaine du Grand Nancy en 1996, de celle d'Alençon en 1997 et de la communauté urbaine d'Arras en 1998.
Les communautés urbaines restent régies, pour l'essentiel, par les dispositions de la Loi relative au renforcement et à la simplification de la coopération intercommunale (dite loi Chevènement) du 12 juillet 1999, qui réservait toutefois ces structures aux territoires de plus de 500 000 habitants.
En 2000, la communauté urbaine Marseille Provence Métropole a remplacé une communauté de communes. À Nantes, la communauté urbaine Nantes Métropole a été créée en 2001, remplaçant un district urbain. Deux nouvelles communautés urbaines sont créées en 2008 en replacement de communautés d'agglomération : la communauté urbaine Nice Côte d'Azur et celle du Grand Toulouse.

Depuis la loi no 2010-1563 du 16 décembre 2010 de réforme des collectivités territoriales, la communauté urbaine est définie comme étant : 
« (...) un établissement public de coopération intercommunale regroupant plusieurs communes d'un seul tenant et sans enclave qui forment, à la date de sa création, un ensemble de plus de 450 000 habitants et qui s'associent au sein d'un espace de solidarité, pour élaborer et conduire ensemble un projet commun de développement urbain et d'aménagement de leur territoire »
— Alinéa 1 de l'article L 5215-1 du Code général des collectivités territoriales.
Le 31 décembre 2011, la communauté urbaine Nice Côte d'Azur, créée le 29 décembre 2008 et qui regroupe 27 communes, s'est transformée la première en Métropole, sous le nom de Métropole Nice Côte d'Azur, en fusionnant avec les communautés de communes de La Tinée, des stations du Mercantour et de Vésubie-Mercantour ainsi qu'avec la commune de La Tour.
La loi de modernisation de l’action publique territoriale et d’affirmation des métropoles du 27 janvier 2014 abaisse le seuil démographique de création des communautés urbaines de 450 000 à 250 000 habitants.
Les communautés urbaines de Bordeaux, Lille, Nantes, Strasbourg et Toulouse ont accédé au 1er janvier 2015 au statut de métropoles, du fait de l'automaticité de la création de ces dernières depuis le vote de la loi du 27 janvier 2014. Cette loi a ouvert également cette possibilité, de façon volontaire, à la communauté urbaine de Brest, qui est effectivement devenue une métropole à cette date. Le Grand Lyon est devenu à cette même date une métropole à statut particulier, la métropole de Lyon. Les EPCI de l'agglomération d'Aix-Marseille, dont la communauté urbaine de Marseille, ont été intégrées à une métropole à statut particulier, la métropole d'Aix-Marseille-Provence, le 1er janvier 2016.
Sous certaines conditions, les EPCI comprenant une commune ayant perdu la qualité de chef‑lieu de région ont pu déroger au seuil des 250 000 habitants. Besançon, Caen, Limoges et Poitiers sont ainsi devenues des communautés urbaines, tandis que Clermont-Ferrand, Metz et Montpellier ont pris le statut de métropoles. L'abaissement du seuil a, en outre, permis aux communautés d'agglomération de Perpignan et d'Angers de devenir une communauté urbaine au 1er janvier 2016.
À la suite de l'adoption de la loi du 28 février 2017 qui assouplit les conditions de création des métropoles, les communautés urbaines de Tours, Orléans, Clermont-Ferrand, Saint-Étienne et Dijon sont devenues des métropoles. De plus, les communautés d'agglomération de Toulon et Metz sont devenues directement des métropoles le 1er janvier 2018.
La dernière communauté urbaine créée est celle de Besançon, le 1er juillet 2019.

## Fonctionnement
La communauté urbaine est gérée par un conseil communautaire ou conseil de communauté, composé de conseillers municipaux des communes membres.
Jusqu'aux élections municipales de 2014, les conseillers communautaires étaient des conseillers municipaux élus par chaque conseil municipal des communes membres de la Communauté. Ce système était critiqué, étant donné l'importance des compétences transférées, et l'absence de débat sur ces politiques en raison de l'élection des conseillers communautaires au suffrage indirect. C'est ainsi qu'à l'unanimité, les présidents des communautés se sont prononcés lors des journées communautaires de Strasbourg en 2007 pour l'élection au suffrage universel direct dès 2014, et ce pour renforcer la légitimité des communautés et leur transparence de fonctionnement.
La loi no 2010-1563 du 16 décembre 2010 de réforme des collectivités territoriales a prévu que les conseillers communautaires des communes de plus de 3 500 habitants seront élus au suffrage universel direct, dans le cadre des élections municipales. Les représentants des communes de plus petite taille resteront élus en leur sein par les conseils municipaux. Ces dispositions ont été modifiées par la loi du 17 mai 2013, qui a défini le régime suivant :
À compter des élections municipales de 2014, chaque commune est représentée au conseil communautaire par un nombre de représentants tenant compte de sa population défini aux articles article L. 5211-6-2 code général des collectivités territoriales :
- commune de moins de 1 000 habitants : les représentants de la commune au conseil communautaire sont les membres du conseil municipal désignés dans l'ordre du tableau[7]. Il n'y a donc pas d'élection directe de leurs représentants au conseil de l'intercommunalité dont elles sont membres, mais, en fonction du nombre de représentants attribués à la commune, le maire, des maires-adjoints et éventuellement des conseillers municipaux sont de droit membres du conseil communautaire ;
- commune de plus de 1 000 habitants : les conseillers communautaires sont élus lors des élections municipales, en même temps et sur la même liste de candidats que les conseillers municipaux. Les bulletins de vote de ces communes comprennent, dans leur partie gauche, la liste des candidats au conseil municipal, et, dans la partie droite, la liste des candidats au conseil communautaire[8].

## Compétences
La communauté urbaine exerce de plein droit, au lieu et place des communes membres, les compétences suivantes :
- En matière de développement et d'aménagement économique, social et culturel de l'espace communautaire :
  - Création, aménagement, entretien et gestion de zones d'activité industrielle, commerciale, tertiaire, artisanale, touristique, portuaire ou aéroportuaire ;
  - Actions de développement économique ;
  - Construction ou aménagement, entretien, gestion et animation d'équipements, de réseaux d'équipements ou d'établissements culturels, socioculturels, socio-éducatifs, sportifs, lorsqu'ils sont d'intérêt communautaire ;
  - Promotion du tourisme, dont la création d’offices de tourisme ;
  - Programme de soutien et d’aides aux établissements d’enseignement supérieur et de recherche et aux programmes de recherche.
- En matière d'aménagement de l'espace communautaire :
  - Schéma de cohérence territoriale et schéma de secteur ; plan local d'urbanisme et documents d'urbanisme en tenant lieu ; définition, création et réalisation d’opérations d’aménagement d’intérêt communautaire; et après avis des conseils municipaux, constitution de réserves foncières d'intérêt communautaire ;
  - Organisation de la mobilité ; création, aménagement et entretien de voirie ; signalisation ; parcs et aires de stationnement ; plan de déplacements urbains.
- En matière d'équilibre social de l'habitat sur le territoire communautaire :
  - Programme local de l'habitat ;
  - Politique du logement ; aides financières au logement social ; actions en faveur du logement social ; action en faveur du logement des personnes défavorisées ;
  - Opérations programmées d'amélioration de l'habitat, actions de réhabilitation et résorption de l'habitat insalubre ;
  - Aménagement, entretien et gestion des aires d’accueil des gens du voyage.
- En matière de politique de la ville dans la communauté :
  - Dispositifs contractuels de développement urbain, de développement local et d'insertion économique et sociale ;
  - Dispositifs locaux de prévention de la délinquance.
- En matière de gestion des services d'intérêt collectif :
  - Assainissement et eau ;
  - Création, extension et translation des cimetières, ainsi que création et extension des crématoriums et des sites cinéraires ;
  - Abattoirs, abattoirs marchés et marchés d'intérêt national ;
  - Contribution à la transition énergétique ;
  - Création, aménagement, entretien et gestion de réseaux de chaleur ou de froid urbains ;
  - Concessions de la distribution publique d’électricité et de gaz ;
  - Création et entretien des infrastructures de charge de véhicules électriques ;
  - Services d'incendie et de secours.
- En matière de protection et mise en valeur de l'environnement et de politique du cadre de vie
  - Élimination et valorisation des déchets des ménages et déchets assimilés ;
  - Lutte contre la pollution de l'air ;
  - Lutte contre les nuisances sonores ;
  - Soutien aux actions de maîtrise de la demande d'énergie.

Le conseil de la communauté urbaine est consulté lors de l’élaboration, de la révision et de la modification des schémas et documents de planification en matière d’aménagement, de développement économique et d’innovation, d’enseignement supérieur et de recherche, de transports et d’environnement.
Les communautés urbaines créées avant la loi Chevènement restent soumises à l'ancien régime, moins étendu.
La communauté urbaine peut recevoir d'autres compétences de la part des communes si celles-ci le souhaitent. Elle peut gérer tout ou partie de l'aide sociale, en cas d'accord avec le département.

## Ressources
Les recettes des communautés urbaines sont :
- Les ressources fiscales mentionnées aux articles nonies C et 1609 nonies D du code général des impôts ;
- Les revenus de ses biens meubles et immeubles ;
- Les sommes qu'elle reçoit des administrations publiques, associations, particuliers, en échange d'un service rendu ;
- Les dotations, subventions et participations de l'Union européenne, de l'État, de diverses collectivités territoriales et d'autres institutions ;
- Les produits des dons et legs ;
- Le produit des taxes, redevances et contributions correspondant aux services assurés, notamment pour l'assainissement et les ordures ménagères ;
- Le produit du versement destiné aux transports en commun prévu à l'article L.2333-64 du Code Général des Collectivités Territoriales ;
- Le produit des emprunts.

De 1999 à 2009, la ressource principale des communautés d'agglomération fut la taxe professionnelle unique (TPU) dont la perception était transférée des communes à la communauté. Son taux devait devenir unique sur son territoire, après une période transitoire - dite de « lissage » - de quelques années. Depuis la mise en place de la contribution économique territoriale en 2011 (2010 étant une année transitoire à régime spécial), les communautés urbaines perçoivent une partie de la cotisation foncière des entreprises et de la Cotisation sur la valeur ajoutée des entreprises.

## Liste

### Communautés urbaines actuelles
| Nom                                 | Siège         | Date de création | Nombre de communes | Population (2021) | Superficie (km2) | Densité (hab./km2) | Président (Mandat 2020-2026) | Remarque |
| ----------------------------------- | ------------- | ---------------- | ------------------ | ----------------- | ---------------- | ------------------ | ---------------------------- | --- |
| Grand Paris Seine et Oise           | Aubergenville | 1er janvier 2016 | 73                 | 427 896           | 504,70           | 848                | Cécile Zammit-Popescu        | Créée à partir des EPCI du pole métropolitain Grand Paris Seine aval.                                                                                         |
| Angers Loire Métropole              | Angers        | 1er janvier 2016 | 29                 | 306 617           | 666,70           | 460                | Jean-Marc Verchère           | Créée par transformation de la communauté d'agglomération préexistante.                                                                                       |
| Grand Reims                         | Reims         | 1er janvier 2017 | 143                | 297 068           | 1 432,40         | 207                | Arnaud Robinet               | Créée par la fusion de la communauté d'agglomération de Reims et de 8 communautés de communes.                                                                |
| Caen la Mer                         | Caen          | 1er janvier 2017 | 48                 | 274 685           | 362,90           | 757                | Joël Bruneau                 | Créée par transformation de la communauté d'agglomération préexistante élargie avec la CC entre Thue et Mue, la CC Plaine Sud de Caen et la commune de Thaon. |
| Perpignan Méditerranée Métropole    | Perpignan     | 1er janvier 2016 | 37                 | 277 926           | 628,58           | 442                | Robert Vila                  | Créée par transformation de la communauté d'agglomération préexistante.                                                                                       |
| Le Havre Seine Métropole            | Le Havre      | 1er janvier 2019 | 54                 | 265 937           | 495,80           | 536                | Édouard Philippe             | Créée par transformation de la communauté d'agglomération préexistante élargie.                                                                               |
| Le Mans Métropole                   | Le Mans       | 19 novembre 1971 | 20                 | 209 413           | 272,50           | 769                | Stéphane Le Foll             | |
| Limoges Métropole                   | Limoges       | 1er janvier 2019 | 20                 | 206 616           | 520,60           | 397                | Guillaume Guérin             | Créée par transformation de la communauté d'agglomération préexistante.                                                                                       |
| Grand Besançon Métropole            | Besançon      | 1er juillet 2019 | 67                 | 198 387           | 528,60           | 375                | Anne Vignot                  | Créée par transformation de la communauté d'agglomération préexistante.                                                                                       |
| Grand Poitiers                      | Poitiers      | 1er juillet 2017 | 40                 | 196 530           | 1 064,70         | 185                | Florence Jardin              | Créée par transformation de la communauté d'agglomération préexistante.                                                                                       |
| Communauté urbaine de Dunkerque     | Dunkerque     | 21 octobre 1968  | 17                 | 192 554           | 299,90           | 642                | Patrice Vergriete            | |
| Communauté urbaine d'Arras          | Arras         | 1er janvier 1998 | 46                 | 109 776           | 306,0            | 359                | Frédéric Leturque            | Créée par transformation du district préexistant. |
| Communauté urbaine Creusot Montceau | Le Creusot    | 13 janvier 1970  | 34                 | 90 674            | 742,0            | 122                | David Marti                  | |
| Communauté urbaine d'Alençon        | Alençon       | 31 décembre 1996 | 31                 | 55 435            | 461,70           | 120                | Joaquim Pueyo                | Créée par transformation du district préexistant. |

N. B. : Plusieurs communautés urbaines portent le nom de « métropole ». Elles ne constituent cependant pas une métropole au sens de la réforme des collectivités territoriales françaises et de l'acte III de la décentralisation.

### Communautés urbaines potentielles
La loi du 27 janvier 2014 abaissant le seuil de création des communautés urbaines de 450 000 à 250 000 habitants, dix communautés d'agglomération remplissent les critères pour pouvoir devenir des communautés urbaines.
| Nom                              | Siège                 | Nombre de communes | Population (2021) | Superficie (km2) | Densité (hab./km2) | Président (Mandat 2020-2026) |
| -------------------------------- | --------------------- | ------------------ | ----------------- | ---------------- | ------------------ | ---------------------------- |
| Roissy Pays de France            | Roissy-en-France      | 42                 | 360 010           | 340,90           | 1 056              | Pascal Doll                  |
| Grand Paris Sud                  | Évry-Courcouronnes    | 23                 | 357 664           | 221,20           | 1 617              | Michel Bisson                |
| Saint-Germain Boucles de Seine   | Saint-Germain-en-Laye | 19                 | 336 563           | 139,10           | 2 420              | Pierre Fond                  |
| Pays Basque                      | Bayonne               | 158                | 321 963           | 2 968,0          | 109                | Jean-René Etchegaray         |
| Paris-Saclay                     | Orsay                 | 27                 | 316 066           | 185,90           | 1 701              | Grégoire de Lasteyrie        |
| Le Val Parisis                   | Beauchamp             | 15                 | 286 277           | 87,20            | 3 282              | Yannick Boëdec               |
| Béthune-Bruay, Artois-Lys Romane | Béthune               | 100                | 275 327           | 645,60           | 427                | Olivier Gacquerre            |
| Mulhouse Alsace Agglomération    | Mulhouse              | 39                 | 272 677           | 439,20           | 621                | Fabian Jordan                |
| Versailles Grand Parc            | Versailles            | 18                 | 267 857           | 123,60           | 2 168              | François de Mazières         |
| Nîmes Métropole                  | Nîmes                 | 39                 | 258 750           | 790,90           | 327                | Franck Proust                |

### Anciennes communautés urbaines
| Nom                                         | Siège               | Date de création | Nombre de communes | Population (au 1er janvier 2013) | Remarque |
| ------------------------------------------- | ------------------- | ---------------- | ------------------ | -------------------------------- | --- |
| Communauté urbaine Orléans Métropole (CUOM) | Orléans             | 01/01/2017       | 22                 | 279 371                          | Transformée en métropole le 1er mai 2017. |
| Grand Lyon                                  | Lyon                | 31/12/1966       | 59                 | 1 336 994                        | Transformée en collectivité territoriale à statut particulier (la métropole de Lyon) au 1er janvier 2015 |
| Lille Métropole Communauté urbaine (LMCU)   | Lille               | 31/12/1966       | 85                 | 1 129 061                        | Transformée en métropole au 1er janvier 2015. |
| Marseille Provence Métropole (MPM)          | Marseille           | 07/07/2000       | 18                 | 1 045 823                        | Marseille Provence Métropole a été intégrée à une métropole à statut particulier au 1er janvier 2016. |
| Communauté urbaine de Bordeaux (CUB)        | Bordeaux            | 31/12/1966       | 28                 | 749 595                          | Transformée en métropole au 1er janvier 2015. |
| Toulouse Métropole                          | Toulouse            | 24/12/2008       | 37                 | 734 914                          | Transformée en métropole au 1er janvier 2015. |
| Nantes Métropole                            | Nantes              | 31/12/2000       | 24                 | 609 198                          | Transformée en métropole au 1er janvier 2015. |
| Tours Métropole VDL                         | Tours               | 31/12/1999       | 22                 | 292 937                          | Transformée en métropole au 22 mars 2017. |
| Communauté urbaine Nice Côte d'Azur (NCA)   | Nice                | 29/12/2008       | 27                 | 536 327                          | Transformée en métropole au 1er janvier 2012. |
| Communauté urbaine de Strasbourg (CUS)      | Strasbourg          | 31/12/1966       | 33                 | 473 375                          | Transformée en métropole au 1er janvier 2015. |
| Brest métropole océane (BMO)                | Brest               | 24/05/1973       | 8                  | 212 891                          | Transformée en métropole au 1er janvier 2015. |
| Le Grand Nancy                              | Nancy               | 31/12/1995       | 20                 | 254 074                          | Transformée en métropole au 1er juillet 2016. |
| Communauté urbaine de Cherbourg (CUC)       | Cherbourg-Octeville | 02/10/1970       | 5                  | 80 978                           | À la suite de la décision de fusion des cinq communes qui la composent, la communauté urbaine de Cherbourg est transformée en commune nouvelle au 1er janvier 2016. Son nom est Cherbourg-en-Cotentin.                                                              |
| Grand Dijon                                 | Dijon               | 01/01/2015       | 24                 | 248 028                          | Le Grand Dijon a été créé le 24 décembre 1999 en tant que communauté d'agglomération et a été transformé en communauté urbaine le 1er janvier 2015. Elle est transformée en métropole le 28 avril 2017                                                              |
| Clermont Auvergne Métropole                 | Clermont-Ferrand    | 01/01/2017       | 21                 | 288 435                          | La communauté urbaine de Clermont-Ferrand (Clermont Auvergne Métropole) était une communauté urbaine éphémère ayant existé durant un an, sur toute l'année 2017, afin d'accompagner la transition du territoire d'une communauté d'agglomération vers une métropole |

## Association
L'Association des communautés urbaines de France regroupait en 2015 les vingt-et-une communautés urbaines et métropoles. Depuis le 20 mai 2014 et pour un mandat de trois ans renouvelable, son président était Gérard Collomb, président du Grand Lyon. Elle fusionne en novembre 2015 avec l'Association des maires de grandes villes de France au sein de France urbaine, dirigée par Jean-Luc Moudenc, maire de Toulouse et président de Toulouse Métropole. Plusieurs communautés urbaines sont également membres de l'Assemblée des communautés de France, avec d'autres intercommunalités.

## Communautés urbaines hors de France
Si elle recouvre des réalités institutionnelles différentes, l'appellation « communauté urbaine » possède des équivalents en Europe et dans le monde. L'intitulé a été inspiré en général par l'exemple français auquel les structures sont postérieures.
Les plus anciennes, les communautés urbaines québécoises, ont disparu à la suite des fusions municipales de 2002 comme la Communauté urbaine de Montréal (CUM) (ou Montreal Urban Community en anglais), créée en 1970, qui a été remplacée par un « nouveau Montréal » composé d'anciennes municipalités fusionnées, et étendu à la périphérie.
Le continent africain a, par son histoire, fréquemment suivi la réalité institutionnelle française. De nombreuses métropoles y sont organisées en communautés urbaines. Le président de Bamako est le « maire central » de la capitale malienne. Yaoundé, Douala et Ngaoundéré, métropoles camerounaises sont aussi organisées en communautés urbaines créées par la loi en 1987. Il en est de même pour Niamey (Niger), Antananarivo (Madagascar) et Abidjan (Côte d'Ivoire). Quant à la capitale sénégalaise, précédemment communauté urbaine, elle a connu des modifications institutionnelles faisant d'elle la Communauté d'agglomération de Dakar (CADAK). Fès, Casablanca, les grandes métropoles marocaines sont aussi organisées en communautés urbaines.
En Belgique francophone, ce type d'organisation date des années 1990 avec quatre communautés urbaines en Région wallonne : régions de Charleroi, Liège, le Centre et Mons-Borinage. Sous statut associatif, les missions sont ponctuelles.